# Jun Togawa
Jun Togawa ( 戸川純, Togawa Jun) (uitspraak: Djun Togawa) (31 maart 1961), is een Japanse zangeres, muzikante en actrice. Ze is een van de grootste invloeden op de Japanse avant-gardemuziek en media, en haar carrière omvat meer dan 35 jaar. Haar goede vrienden door de jaren heen zijn onder meer Susumu Hirasawa; waarmee ze Sanchou Harete inzong. Ze was voornamelijk actief vanaf 1981 met Guernica-demo's tot 1995 met de uitgave van HYS, maar maakt nog steeds muziek. Verder had ze haar band YAPOOS, opgericht in 1983.

## Carrière
Nadat ze aandacht had gekregen als gastzangeres voor de New Wave- band Halmens en haar acteerrollen in Japanse drama's en commercials voor de Washlet (ウォシュレット, Woshuretto), begon ze haar professionele muziekcarrière begin jaren tachtig als zangeres. In 1984 bracht ze haar debuut soloalbum Tamahime-sama uit onder het label YEN Records, met thema's als menstruatie, vrouwelijkheid en romantiek met een terugkerend insecten- en poppenmotief. Het jaar daarop kwam ze uit met het album Suki Suki Daisuki, een satirische kijk op aidoru-muziek. Wat thans uitgegroeid is tot internetsensatie.
Hoewel haar excentrieke persoonlijkheid en onconventionele stijl haar ervan weerhielden groot popsucces te behalen, overleefde ze als een invloedrijke en gerespecteerde undergroundmuziekfiguur, zowel solo als als leadzangeres van de groep Guernica (1982-89) uit het Shōwa-tijdperk met voormalig Halmens-lid Koji. Ueno en haar meest commerciële project Yapoos (1983-1995 en af en toe sindsdien), waar ze vooral bekend staat om haar connectie met de erogurocultuur. In de loop der jaren heeft ze veel tijdelijke begeleidingsbands gevormd, zoals de Jun Togawa Unit om haar te begeleiden. Over het algemeen is het onderscheid tussen haar zelfbenoemde bands en de Yapoos een grotere mate van samenwerking in de laatste.
Opmerkelijke medewerkers door de jaren heen zijn onder meer Haruomi Hosono die muziek produceerde en schreef voor enkele van haar eerdere werken. Haar overleden zus Kyoko Togawa was een actrice die zich soms in de muziekwereld waagde en soms samenwerkte. Rond 1990 deelde Jun het beheer met Susumu Hirasawa, wat resulteerde in een groot aantal samenwerkingen.
Ze speelde in een aantal films, zoals Untamagiru en The Family Game.
In 1989 sloot Susumu Hirasawa, die toen zijn band P-MODEL pauzeerde, zich aan bij de Yapoos als steun en verscheen in de sectie "Bach Studio II" van het tv-programma "Yume de Aietara", waar hij in een sessie speelde met Downtown, Ucchan Nanchan. en Susumu Hirasawa.
In 1990 nam ze deel aan Susumu Hirasawa's "World Turbine Tour", een live tour om de release van zijn tweede soloalbum "Ghosts of Science" te vieren met Hikaru Kotobuki, Katsuhiko Akiyama, Kazuhide Akimoto (Akimoto Kitsune), Kazutoki Umezu en anderen. Ze zong de duetten Rocket, World Turbine en Carboy and Indian met Hirasawa. Togawa toerde ook bij andere gelegenheden met Hirasawa.
In 1991 verscheen Togawa in het TV Tokyo-programma "Jun Togawa x Susumu Hirasawa (MC: Kenzo Saeki) "Jun Togawa Revival Festival!"
In 1992 bood Susumu Hirasawa haar "Beals (1992)" aan als een Yapoos-nummer.
In 1995 werd "Showa Kyounen" uitgebracht ter herdenking van de 10e verjaardag van Jun Togawa's acteercarrière. Gebaseerd op het concept van "het coveren van nostalgische melodieën uit het Showa-tijdperk", bevatte het album zes nummers gearrangeerd door Susumu Hirasawa. De nummers bevatten "Ribbon Knight", gecomponeerd door Isao Tomita en gearrangeerd door Susumu Hirasawa.
Haar album uit 2004, Togawa Fiction, met de Jun Togawa Band, bevatte elementen van progressieve rock, electropop en andere genres. In 2008 bracht ze een boxset van drie cd's uit, Togawa Legend Self Select Best & Rare 1979-2008, die veel van haar meest populaire nummers bevatte, samen met verschillende zeldzamere nummers en moeilijk te vinden samenwerkingen.
In een interview uit 2001 koos onder meer de invloedrijke alternatieve muzikant en producer Jim O'Rourke een Togawa-coveralbum 20th Jun Togawa uit als een van zijn "beste albums van het jaar". 
Ze markeerde de 35ste verjaardag van haar professionele carrière in 2016 door nieuwe samenwerkingsalbums uit te brengen met Vampillia en Hijokaidan, haar eerste nieuwe opnames in twaalf jaar.

## De relatie tussen Jun Togawa en Susumu Hirasawa
Jun Togawa en Susumu Hirasawa werden goede vrienden toen ze verhalen deelden over elkaars verleden en hoe ze naar gender en mensen interpreteerden. Ze namen deel aan elkaars tournees en in de jaren negentig werkten ze samen aan muziek en gendergerelateerde gesprekken in tijdschriften en op tv. "Het is een moeilijke taak om mijn favoriete Jun Togawa-nummer te bepalen", verwijzend naar een van haar meesterwerken, "Giving Up Peshiganga". Togawa heeft ook Hirasawa's solo-nummer "Venus" gecoverd tijdens haar eigen liveoptredens.

## Discografie

### Solo-albums
- [24/01/1984] Tamahime-sama
- [10/11/1985] Suki Suki Daisuki

### Samenwerkingen
- [1985/03/25] Kyokuto Ian Shoka (als Jun Togawa-eenheid)
- [20/01/2016] "Togawa Kaidan (戸川階段)" (met Hijokaidan)[10]
- [2016/12/14] Watashi Ga Nakou Hototogisu (met Vampillia)
- [2018.11.21] Jun Togawa met Kei Ookubo (met Kei Ookubo)[11]

### Albums met Yapoos
- [1984/04/25] Ura-Tamahime (live)
- [16.12.1987] Yapoos Keikaku
- [1988/09/21] Daitenshi Geen Youni
- [1991/06/07] Bel YO Mawase
- [1992/10/28] Dadadaïsme
- [1995/01/31] Yapoos Geen Fushin Na Koudou (live 1993)
- [21.06.1995] HYS
- [2019.12.11] ヤプーズの不審な行動令和元年 - Verdacht gedrag van Yapoos, het eerste jaar van het Reiwa-tijdperk (Yapoos)[12]

### Albums met Guernica
- [1982.xx.xx] Kaizou E No Yakudou (met Guernica )
- [1988.xx.xx] Shinseiki E No Unga (met Guernica)
- [05/03/1989] Denri-sou Kara no Manazashi (met Guernica )

### Solo mini-albums
- [16.12.1989] Showa Kyonen
- [25.09.2000] 20 juni Togawa
- [2004/09/02] Togawa Fiction (als Jun Togawa Band)

### Singles, EP's
- [1982/12/05] Ginrin wa Utau / Maronie Dokuhon Guernica
- [1984/05/25] Radarman / Boshi Jusei (Jun Togawa)
- [10/04/1985] Poesy / Poesy instrumentaal (Jun Togawa)
- [1985/10/25] Osozaki-meisje (Jun Togawa)
- [10/02/1986] Sayonara met Oshiete (Jun Togawa)
- [16/12/1987] Barbara Sexaroid / Cecil Cut (Yapoos)
- [1990/10/21] Virgin Blues (Jun Togawa)
- [1991/07/21] Infinite Productions Remix (Jun Togawa in de jaren '90)
- [1991.05.02] Junan heren (Yapoos)
- [1995/03/01] Honou no Shoujo (Yapoos)
- [2003/04/10] CD-Y (mini-album) (Yapoos)

### Compilaties
- [1987.xx.xx] Tokyo No Yaban (Tokyo Barbarism) (Jun Togawa) Geremixte compilatie
- [1991/05/21] Yapoos Beste (Yapoos)
- [1996/09/26] Twins Super Best of Togawa Jun (set van 2 cd's)
- [2001/12/19] Twin Very Best Collection (set van 2 cd's) (Jun Togawa)
- [2002/12/04] In Memoria Futuri (boxset met drie cd's met Guernica's drie originele albums plus demo's, live tracks, outtakes en live videobeelden van Guernica die "Dokuro no enbukyoku" uitvoerde in Club Quattro, Shibuya, Tokio op 27 juli 1988) ( guernica)
- [2008/07/09] Togawa Legend Self Select Best & Rare 1979-2008 (boxset met 3 cd's) (Jun Togawa)
- [22.07.2009] Teichiku-werken. Juni Togawa 30e verjaardag (6 cd's en 3 dvd's). De eerste 5 cd's zijn heruitgegeven albums met bonustracks, de zesde cd bevat niet eerder uitgebrachte live- en demo-opnamen van Guernica.
- [2012/07/25] Mushi no Onna - Selectie van Mika Ninagawa

### Opmerkelijke gastoptredens
- [1984/08/25] Chojiku Korodasutan Ryokoki (Apogee & Perigee) Jun Togawa verzorgt de vocalen voor 4 nummers.
- [1985.00.00] Shijin no Ie (House Of The Poet) (Joe Jackson & The Tokyo Symphony Orchestra) Jun Togawa verzorgt alle vocalen.
- [1989/09/01] Water in tijd en ruimte (Susumu Hirasawa) Jun Togawa verzorgt de vocalen voor het nummer No Workshop (仕事場はタブー, Shigotoba wa Taboo).
- [1990/05/25] The Ghost in Science (Susumu Hirasawa) Jun Togawa verzorgt de vocalen voor de nummers Rocket (ロケット, Roketto)  & Cowboy and Indian (カウボーイとインディアン, Kaubōi to Indian).
- [1990/10/25] fout-cd (Susumu Hirasawa) Jun Togawa verzorgt de vocalen voor het nummer Rocket (ロケット, Roketto).
- [1991/05/25] Virtual Rabbit (Susumu Hirasawa) Jun Togawa verzorgt de vocalen voor het nummer Clear Mountain Top (山頂晴れて, Sanchō Harete)  .
- [1992.06.xx] Histoire du Soldat (Neko Saito, Koichi Makigami, Jun Togawa, Demon Kogure) Jun Togawa speelt de rol van de prinses en vertelt ook deze versie van het stuk van Igor Stravinsky, gedirigeerd door Neko Saito.
- [2001/08/30] All Dogs Go To Heaven (cd-soundtrack van het toneelstuk van Keralino Sandorovich) Jun Togawa zingt op drie tracks: Rawhide (ローハイド, Rōhaido) , Open The Night en Falling In Love Again (また恋しちゃったのよ, Mata koi shichatta no yo)
- [2002/03/26] Dreams (Otomo Yoshihide's New Jazz Ensemble) Jun Togawa verzorgt de vocalen voor 3 nummers.
- [2005.01.15] Good Girls Get Fed, Bad Girls Get Eaten (Tricomi met Jun Togawa) Jun Togawa verzorgt de vocalen voor zes van de acht nummers.
- [2012/02/29] HALDYN DOME (Susumu Hirasawa) Boxset die alle eerdere optredens bevat.
- [2017/10/2017] "Like the 20th Century" (Kei Ohkubo) Jun Togawa levert gastvocalen voor Vocalise No.1 en 20 Seiki Mitai Ni